# Paolo da Firenze
Paolo da Firenze (Florença, c. 1355 - Florença, c. 21 de setembro de 1436), também conhecido como Paolo Tenorista ou Magister Dominus Paulas Abbas de Florentia, foi um compositor e teórico musical italiano atuante no período de transição entre a música medieval e  a música do Renascimento, ligando-se à corrente musical denominada Ars nova.
Seu pai se chamava Marco e provavelmente sua família era humilde. Teve três irmãos. Tornou-se monge beneditino por volta de 1380  e, em 8 março de 1401, assumiu o posto de abade de S. Martino al Pino. Antes de 1417  se tornou-se reitor em Orbetello, posto que provavelmente manteve até por volta de 1427. Na primeira década do século XV ele supervisionou a compilação do Codex Squarcialupi, a mais importante fonte da música italiana do século XIV. Seu testamento data de 21 de setembro de 1436.
Sua música tem aspectos progressistas e conservadores, mostrando influências italianas (especialmente de Francesco Landini) e francesas, com maior peso da  escola de Avignon, onde se praticava o estilo conhecido como Ars subtilior, uma variante sofisticada e ritmicamente complexa da Ars nova. Embora a maioria de suas peças sobreviventes seja secular, e sempre vocal, são conhecidas também duas composições sacras, um Benedicamus Domino para duas vozes e um Gaudeamus omnes in Domino para três vozes. Suas composições seculares conhecidas são treze madrigais, quarenta e seis ballate (algumas fragmentárias, e outras têm a atribuição a Paolo rasurada na fonte) e cinco canções. Toda a sua música é para duas ou três vozes e é datável do período anterior a 1410. A maioria das músicas de Paolo foi publicada, em edições contemporâneas, na década de 1970,  facilmente acessíveis. Como resultado o compositor tem recebido bastante atenção da crítica.